# Dino Risi
Dino Risi (n. 23 decembrie 1916, Milano, Regatul Italiei – d. 7 iunie 2008, Roma, Italia) a fost un regizor și scenarist italian, considerat unul dintre cei mai mari exponenți ai comediei italiene împreună cu Mario Monicelli și Luigi Comencini. 

## Filmografie selectivă

### Regizor
- 1953 Ulița speranței (Il viale della speranza)
- 1954 O vacanză cu un gangster (Vacanze col gangster)
- 1955 Sub semnul lui Venus (Il segno di Venere)
- 1955 Pâine, dragoste și... (Pane, amore e...)
- 1957 Săraci dar frumoși (Poveri ma belli)
- 1957 Bunica Sabella (La nonna Sabella)
- 1957 Frumoase dar sărace (Belle ma povere)
- 1958 Veneția, luna și tu (Venezia, la luna e tu)
- 1959 Săracii milionari (Poveri milionari)
- 1959 Văduvul (Il vedovo)
- 1960 Il mattatore
- 1960 Un amore a Roma
- 1961 A porte chiuse
- 1961 Viață dificilă (Una vita difficile)
- 1962 Depășirea (Il sorpasso)
- 1962 Marșul asupra Romei  (La marcia su Roma)
- 1963 Monștrii (I mostri)
- 1964 Il giovedì
- 1964 Il gaucho
- 1965 Umbrela de plajă (L'ombrellone)
- 1966 Operațiunea San Gennaro (Operazione San Gennaro)
- 1967 Tigrul (Il tigre)
- 1968 Il profeta
- 1968 Creola, ochii-ți ard ca flacăra (Straziami, ma di baci saziami)
- 1969 Un tânăr normal (Il giovane normale)
- 1970 Nevasta preotului (La moglie del prete)
- 1971 În numele poporului italian (In nome del popolo italiano)
- 1973 Sex nebun (Sessomatto)
- 1973 Mușcă și fugi (Mordi e fuggi)
- 1974 Parfum de femeie (Profumo di donna)
- 1976 Telefoane albe (Telefoni bianchi)
- 1977 Suflet rătăcit (Anima persa)
- 1977 Camera episcopului (La stanza del vescovo)
- 1978 Ultima romanță de dragoste (Primo amore)
- 1979 Dragă tată (Caro papà)
- 1980 Sunt fotogenic (Sono fotogenico)
- 1981 Fantasma iubirii (Fantasma d'amore)
- 1984 Dagobert
- 1985 Imbecil de război (Scemo di guerra)
- 1986 Comisarul Lo Gatto (Il commissario Lo Gatto)
- 1987 Teresa
- 1990 Un bunic scrântit (Tolgo il disturbo)
- 1996 Tineri și frumoși (Giovani e belli)
- 2002 Le ragazze di Miss Italia (film TV)

### Scenarist
- Tigullio minore - scurtmetraj documentaristic (1947)
- Vince il sistema - scurtmetraj documentaristic (1949)
- Terra ladina - scurtmetraj documentaristic (1949)
- Caccia in Brughiera - scurtmetraj documentaristic (1950)
- Buio in sala - scurtmetraj (1950)
- Canzoni per le strade (1950)
- L'isola bianca - scurtmetraj documentaristic (1950)
- Anna (1951)
- Fuga dalla città - scurtmetraj (1952)
- Totò e i re di Roma (1952)
- Gli eroi della domenica (1952)
- Il viale della speranza (1953)
- Amore che si paga e Paradiso per 3 ore, episoade din documentarul L'amore in città (1953)
- Vacanze col gangster (1954)
- Il segno di Venere (1955)
- Pane, amore e... (1955)
- Montecarlo (1956)
- Poveri ma belli (1957)
- Belle ma povere (1957)
- La nonna Sabella (1957)
- Anna di Brooklyn (1958)
- Venezia, la luna e tu (1958)
- Poveri milionari (1959)
- Il vedovo (1959)
- Un amore a Roma (1960) (neacreditat)
- A porte chiuse (1961)
- Il sorpasso (1962)
- I mostri (1963)
- Il giovedì (1964)
- Il gaucho (1964)
- I complessi - episodio Una giornata decisiva (1965)
- L'ombrellone (1965)
- Operazione San Gennaro (1966)
- Il tigre (1967)
- Il profeta (1968)
- Straziami, ma di baci saziami (1968)
- Vedo nudo (1969)
- Il giovane normale (1969)
- La moglie del prete (1970)
- Noi donne siamo fatte così - episoadele Annunziata la mamma, Laura l'allumeuse, Teresa, schiava d'Amore și Una giornata lavorativa (1971)
- Mordi e fuggi (1973)
- Sessomatto (1973)
- Profumo di donna (1974)
- Telefoni bianchi (1976)
- Anima persa (1977)
- La stanza del vescovo (1977)
- Primo amore (1978)
- Caro papà (1979)
- Sono fotogenico (1980)
- Fantasma d'amore (1981)
- Sesso e volentieri (1982)
- ...e la vita continua (1984) miniserie TV
- Dagobert (1984)
- Il commissario Lo Gatto (1986)
- Teresa (1987)
- Il vizio di vivere (1988) film TV
- La ciociara (1989) film TV
- Tolgo il disturbo (1990)
- Vita coi figli (1990) film TV
- Scent of a Woman - Profumo di donna (Scent of a Woman) (1992) - personajele din scenariul original din Profumo di donna
- Missione d'amore (1993) miniserie TV în trei episoade
- Giovani e belli (1996)
- Le ragazze di Miss Italia (2002) film TV
- Ensemble, nous allons vivre une très, très grande histoire d'amour... - episodul Arte di vivere (2010)

## Premii și nominalizări
- Festivalul de film din Veneția
  - 1987: Premiul Pietro Bianchi
  - 2002: Leul de aur pentru întreaga sa carieră
- David di Donatello
  - 1975: cel mai bun regizor pentru Parfum de femeie
  - 2005: David special
- Premiile Oscar
  - 1976: nominalizare cel mai bun film străin pentru Parfum de femeie
  - 1976: nominalizare cel mai bun scenariu adaptat pentru Parfum de femeie
  - 1979: nominalizare cel mai bun film străin pentru I nuovi mostri de  Mario Monicelli, Dino Risi și Ettore Scola

## Legături externe
- Dino Risi la Internet Movie Database